# Susuacanga opaca
Susuacanga opaca là một loài bọ cánh cứng trong họ Cerambycidae.